# St. Petersburg
St. Petersburg (často zkracováno jako St. Pete) je město v okrese Pinellas, ve státě Florida v USA. Město je oblíbená turistická destinace a důležité bojiště při prezidentských volbách. Ve městě žije přibližně 258 tisíc obyvatel. To činí ze St. Petersburgu čtvrté největší město státu Florida a zároveň největší město státu Florida, které není sídlem okresu. Společně s městy Tampa, Clearwater a Largo tvoří aglomeraci Tampa Bay, s populací zhruba 2,7 milionu obyvatel.
Město leží u Tampského zálivu a je vzdáleno 338 km severozápadně od Miami a 328 km jihojihovýchodně od Tallahassee. Přes Tampa Bay vede směrem na jih most Sunshine Skyway Bridge.
Město bylo založeno roku 1876 a pojmenováno po ruském Petrohradu.

## Geografie a klima
Podle Amerického statistického úřadu je celková rozloha města 344,7 km², z čehož je 190,2 km² (55,19 %) vodních ploch.
| St. Petersburg – podnebí    | St. Petersburg – podnebí | St. Petersburg – podnebí | St. Petersburg – podnebí | St. Petersburg – podnebí | St. Petersburg – podnebí | St. Petersburg – podnebí | St. Petersburg – podnebí | St. Petersburg – podnebí | St. Petersburg – podnebí | St. Petersburg – podnebí | St. Petersburg – podnebí | St. Petersburg – podnebí | St. Petersburg – podnebí |
| Období                      | leden                    | únor                     | březen                   | duben                    | květen                   | červen                   | červenec                 | srpen                    | září                     | říjen                    | listopad                 | prosinec                 | rok                      |
| --------------------------- | ------------------------ | ------------------------ | ------------------------ | ------------------------ | ------------------------ | ------------------------ | ------------------------ | ------------------------ | ------------------------ | ------------------------ | ------------------------ | ------------------------ | ------------------------ |
| Nejvyšší teplota [°C]       | 30                       | 30                       | 32                       | 33                       | 35                       | 37                       | 37                       | 36                       | 36                       | 34                       | 32                       | 31                       | 37                       |
| Průměrné denní maximum [°C] | 21                       | 21                       | 24                       | 27                       | 30                       | 31                       | 32                       | 32                       | 31                       | 28                       | 25                       | 22                       | 27                       |
| Průměrné denní minimum [°C] | 11                       | 12                       | 15                       | 17                       | 21                       | 23                       | 24                       | 24                       | 23                       | 20                       | 15                       | 12                       | 18                       |
| Nejnižší teplota [°C]       | −3                       | −1                       | 0                        | 5                        | 12                       | 12                       | 19                       | 20                       | 16                       | 6                        | −1                       | −6                       | −6                       |
| Průměrné srážky [mm]        | 58                       | 71                       | 86                       | 41                       | 66                       | 145                      | 178                      | 198                      | 155                      | 64                       | 48                       | 56                       | 1 160                    |
| Zdroj:                      |                          |                          |                          |                          |                          |                          |                          |                          |                          |                          |                          |                          |                          |

## Osobnosti města

### Rodáci
- Betsy Nagelsenová (* 1956), bývalá americká profesionální tenistka[3]
- Dawn Olivieri (* 1981), americká herečka[4]
- Danielle Collinsová (* 1993), americká profesionální tenistka[5]

Obyvatelé
- Jaromír Weinberger (1896–1967), česko-americký hudební skladatel[6]
- Jack Kerouac (1922–1969), americký spisovatel, představitel beat generation[7]
- Elie Wiesel (1928–2016), rumunsko-americký židovský prozaik, filozof, humanista, politický aktivista a nositel Nobelovy ceny za mír[8]
- Waldemar Matuška (1932–2009), český zpěvák a herec[9]
- Charlie Crist (* 1956), americký politik,  v letech 2007–2011 byl guvernérem státu Florida[10]
- Angela Bassettová (* 1958), americká herečka[11]
- Jimmy Wales (* 1966), spoluzakladatel Wikipedie[12]
- Patrick Wilson (* 1973), americký herec[13]
- Megan Fox (* 1986), americká herečka a modelka[14]

## Partnerská města
- Petrohrad, Rusko
- Takamacu, Japonsko